# Homewood (Pensilvânia)
Homewood é um distrito localizado no estado norte-americano de Pensilvânia, no Condado de Beaver.

## Demografia
Segundo o censo norte-americano de 2000, a sua população era de 147 habitantes.
Em 2006, foi estimada uma população de 142, um decréscimo de 5 (-3.4%).

## Geografia
De acordo com o United States Census Bureau tem uma área de
0,4 km², dos quais 0,4 km² cobertos por terra e 0,0 km² cobertos por água.

## Localidades na vizinhança
O diagrama seguinte representa as localidades num raio de 8 km ao redor de Homewood.